# Eupithecia bindata
Eupithecia bindata är en fjärilsart som beskrevs av Richard F. Pearsall 1910. Eupithecia bindata ingår i släktet Eupithecia och familjen mätare. Inga underarter finns listade i Catalogue of Life.